# 无所隐瞒论
无所隐瞒论（英語：Nothing to hide argument）是种认为政府大规模监控项目不是侵犯隐私的观点，政府监控旨在揭露不正当或不法行为，而不法行为不该隐瞒，一经发现自然应当公开才是，公民无需担心政府监控。许多支持该论点的人宣称“我没什么可藏，我光明磊落，政府监控就监控吧，我不在乎”，或者“不做亏心事，不怕鬼敲门”。

## 历史
此观点的最早记录可追溯到亨利·詹姆斯于1888年发表的小说《回响者》（The Reverberator）：
“如果这些人做了坏事，就应为自己感到羞耻，也不该可怜；如果没有做坏事，也没必要吵吵嚷嚷，让别人知道。”
厄普顿·辛克莱在1917年出版的《宗教的利益》(The profit of Religion) 一书也引用了类似观点：
“不仅我自己的邮件被打开了，我所有亲戚和朋友的邮件也被打开了——他们居住在遥远的加利福尼亚和佛罗里达。我记得我向政府官员抱怨这事时，他面带温和微笑道：‘如果你没什么好隐瞒，就没什么好害怕的。’”
英国实行的闭路电视项目就用“你没有什么可隐瞒就没有什么可害怕”这句格言来辩护。

## 流行度
讨论隐私议题时常常提起这种观点。法律学者杰弗里·斯通表示，这样的辩护简直太常见。密码学家布鲁斯·施奈尔认为这是“反对隐私倡议者的最普遍意见”。《隐私倡导者》（The Privacy Advocates）一书的作者科林·班内特（Colin J. Bennett）则表示在提倡隐私时“常常要驳斥这样的论调”。班内特认为，大多数人认为监控措施并不针对他们的日常生活，而只针对“不法分子与肇事者”。他表示，尽管“证据表明监控个人行为已成为了常规，每天都在發生”，但依然认为“这套监控机制是针对别人的”。

## 例子
- 英国政府的闭路电视监控曾以“无所隐瞒，无所畏惧”的标语，为监控辩护。[5]
- 美国参议院在辩论大规模监控项目MAINWAY（英语：MAINWAY）时，前多数党领袖特伦特·洛特曾表示“人们在担心什么？这有什么问题吗？难道你们做了什么不该做的事情吗？”[8]
- Google首席执行官埃里克·施密特曾表示，“假如你有不想让任何人知道的事情，也许你一开始就不应该做它，再者，如果你真对隐私有这样的要求，也要面对现实，Google等搜索引擎都会将收集到的信息保留一段时间，而这很重要。例如，我们在美国就要遵守《爱国者法案》。政府当局调用收集到的信息完全有可能。”[9]2005年，当CNET的记者在一篇新闻报道披露了施密特的个人信息后，全体CNET记者被列入Google的黑名单，禁止与任何Google员工交谈。[10]

## 批评
2013年，世界各国的大规模政府监控曝光后，这种论点遭到尖锐批评。许多批评者认为这种论点并没有全面考虑问题，如爱德华·斯诺登表示：“我没什么好藏，不在乎隐私”这样的观点，和“我没什么好说，不在乎言论自由”没什么区别。说“我没什么好隐藏”即是说“我不在乎自己的权利”，也就是“我无法为我的权利辩解，就沒有权利”，而对权利的正确解读应该是“政府侵犯你的权利，政府才应该辩解”。
关注公民自由问题的律师哈维·锡尔弗格特在书中称，普通的美国人平均每天都会犯三项重罪而不自知。密码学家布鲁斯·施奈尔则引用了黎塞留名言，“把世界最诚实的人写的六行字拿给我，我能从中找到判他绞刑的理由”。施奈尔认为认为政府当局“欲加之罪，何患无辞”，总能从人民生活找到一些事实，以此政治迫害或敲诈勒索。施奈尔还认为，许多人将这问题视为“安全与隐私”之争，但真正的问题应在于“自由与控制”之争。
法律教授丹尼尔·索罗维在《高等教育纪事报》也发表文章反对本论点，他认为个人信息可能会从政府部门泄漏出来，損害人民利益；即使某人并无过错，政府部门还可能用收集到的个人信息，拒绝其使用公共服务；而政府一旦在这方面出錯就会损害个人生活。索罗维写道“在辩论隐私问题时，‘无所隐瞒论’会使人们局限于隐私的狭义理解。然而，政府大规模收集和利用数据还会造成比监控与披露信息还多的问题，在讨论这些时，这种观点就没什么可说。
华盛顿大学的亚当·摩尔（Adam D. Moore）教授则在《隐私权：道德和法律基础》认为，隐私作为基本权利，不应该以成本效益或是结果主义角度来看待，并坚决反对把隐私看作是可以牺牲以换取安全的交易品的看法。 他相信大规模监控会对社会中特定人群，如特定相貌、宗教和民族的人造成不成比例的后果。摩尔认为，“无所隐瞒论”至少有三項问题，首先，如果人们的确有隐私权，那么是否有东西可藏就无关紧要。隐私是种占有和使用特定的空间、场合与个人信息的权利，而只有权利持有人才有权定夺之。更詳細论述中，摩尔举例“假如有一天，你发现家门口有人正在搜查你的生活垃圾，把所有残缺不全的笔记和文档都拼回一起，而面对你的惊慌，他却告诉你‘不用担心，你没有理由隐瞒什么，不是吗？’”；其次，个人可能会隐藏不獲社会主流文化所接受的举止，“例如某人在性或医学方面的历史紀录，再例如某人在图书馆阅读不獲主流所接受的生活方式的书”；最后，摩尔认为假如真的要认真对待“无所隐瞒论”，那么应该把这个观点发挥到极致，把同样论点用在政府部门，政治人物或企业家身上。如果美國國安局（NSA）特工、政治人物、警官或企业家都告诉我们窥探他人并不是坏事，他们自己应该首当其冲，以绝对的公开透明让民眾监督自己。
朱利安·阿桑奇则表示：“这问题目前还没有十分有力的回答。不过，雅各布·阿佩尔鲍姆则有聪明的回应，让所有提出这种观点的人立刻脱下裤子，并把手机解锁交给他。我的看法则是‘如果你这人这么无趣，那我们与其他人都不该和你交谈’，不过讲道理，我真正的答案是：‘大规模监控是对社会结构的全面改造，而一旦社会变坏了，即使你是世界最善良的人，社会都会来算计你。’”
中国大陆社交媒体有类似辩论 “如果你不是罪犯，要隐私做什么？” 而反驳则是显而易见 “监视被监视人的组织或个人可能是或会成为罪犯。”

## 学术研究
人类学学者安娜·维塞乌（Ana Viseu）等人在2004年研究了网络服务对日常生活影响的民族志，并在《信息、通讯与社会》（Information, Communication & Society）期刊发表论文《线上隐私：复杂认知与日常实践》。另一位学者克里斯蒂·贝斯特（Kirsty Best）随后在论文《生活在控制性社会：监控、用户与电子筛查技术》转述了前者的研究结果，认为“在就业充分的中等至中上收入者中，持有类似的看法，认为他们并不是监控目标”，而其他参与者则表示他们并不关心这问题，“参与者则回应称‘他们没做错什么’，或者‘他们无所隐瞒’”。参与者中，有一人报告称自己使用了隐私保护技术。维塞乌本人总结道，以被动姿态看待隐私问题是“我们研究对象的显著特征”对隐私问题的这种论调，“是阻碍民眾提出实际有效策略保护隐私的一大绊脚石，在相关学术期刊有详尽记载。此外，这问题也和‘隐私’一词的模糊象征意义有关。”他们认为，隐私作为抽象概念，人们往往是失去隐私后才意识到问题存在。维塞乌把失去隐私和臭氧层破坏、全球变暖类比，认为人们尽管知道问题存在，但是“开车上班以及用美发喷雾带来的直接好处往往掩盖了隱形的环境损失。”
英国政府在2003年前后定性研究，佩里博士将人们对待隐私态度的分布情况总结为八类，并总结了四种隐私风险。研究表明，从事个体经营的男受访者起初以“无所隐瞒论”作答，继续询问后，则表示他们将受到的监控看作不便，而并非威胁。